# Papilio polyxenes
Papilio polyxenes is een vlinder uit de familie van de pages (Papilionidae).Hij heeft twee rode vlekken wat men ogen noemt. De ogen verwarren aanvallers en schrikt andere insecten dus af.

## Kenmerken
De spanwijdte bedraagt 80 tot 110 millimeter. 

## Verspreiding en leefgebied
De soort komt voor in Midden- en Noord-Amerika, en in het noordwesten van Zuid-Amerika. De soort leeft vooral in open gebied.

## Waardplanten
De waardplanten zijn Apium uit het familie Apiaceae en Foeniculum uit de familie Umbelliferae, soms Rutaceae. De soort overwintert als pop.

## Afbeeldingen

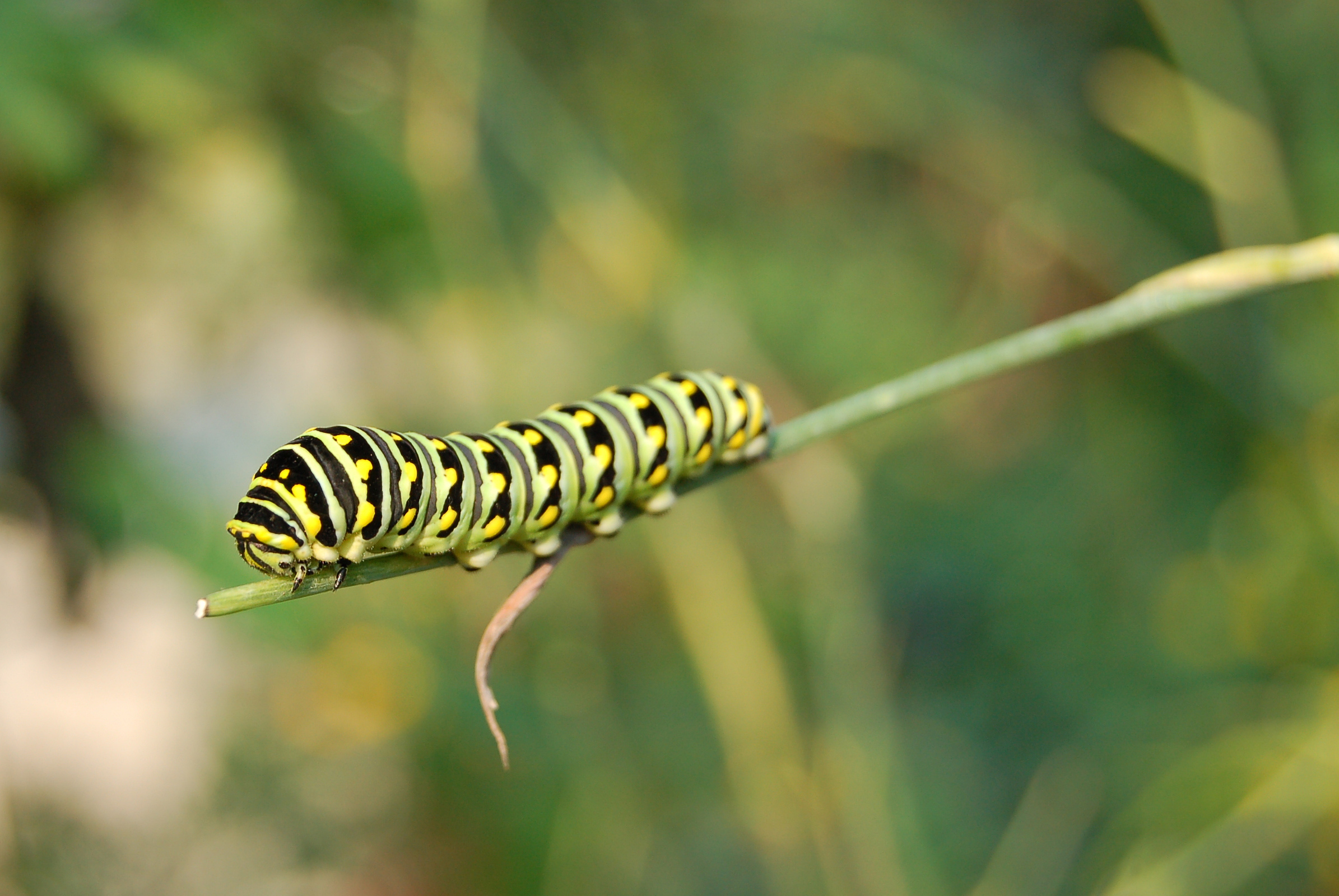
Rups die bijna gaat verpoppen
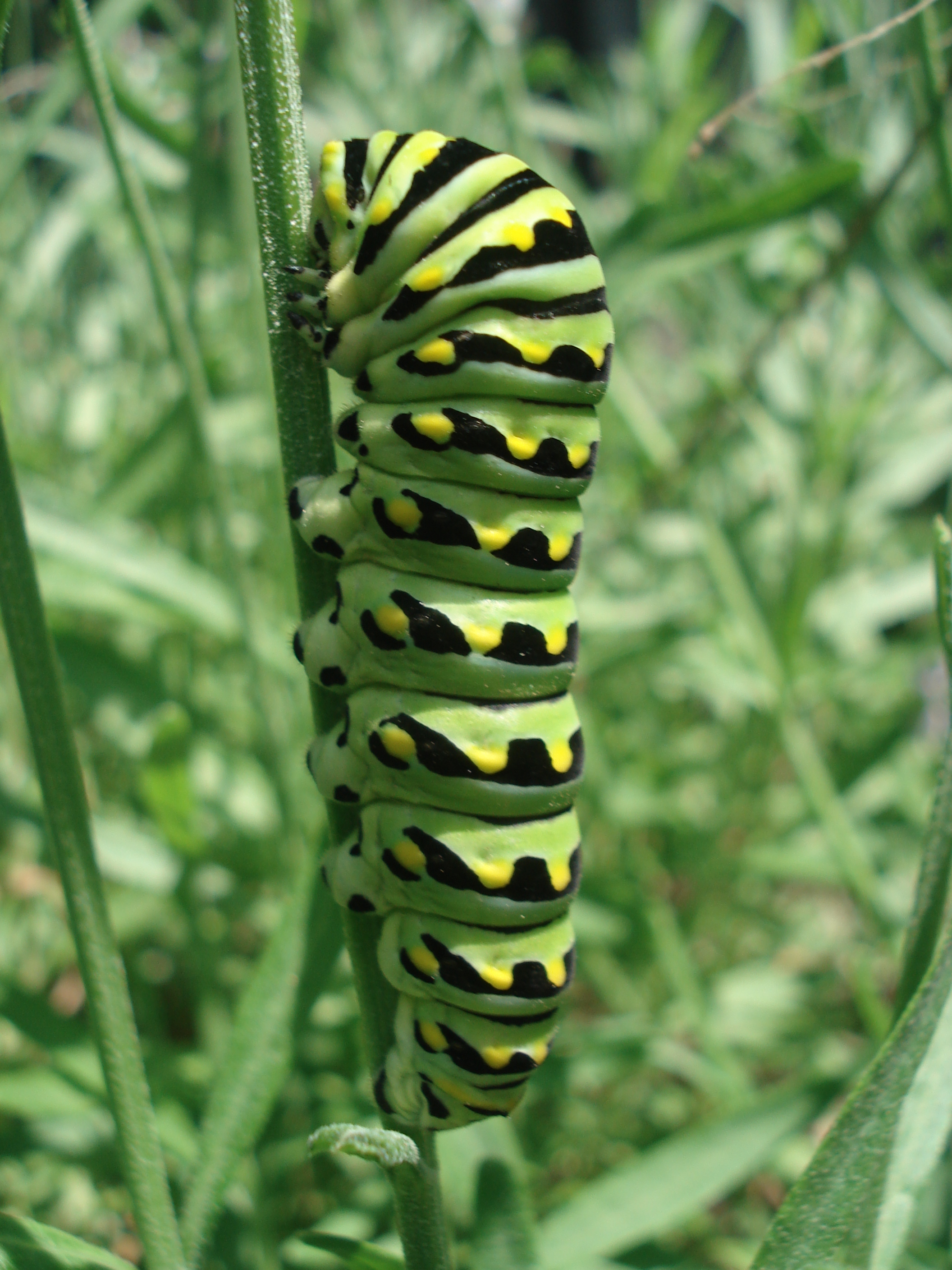
Close-up
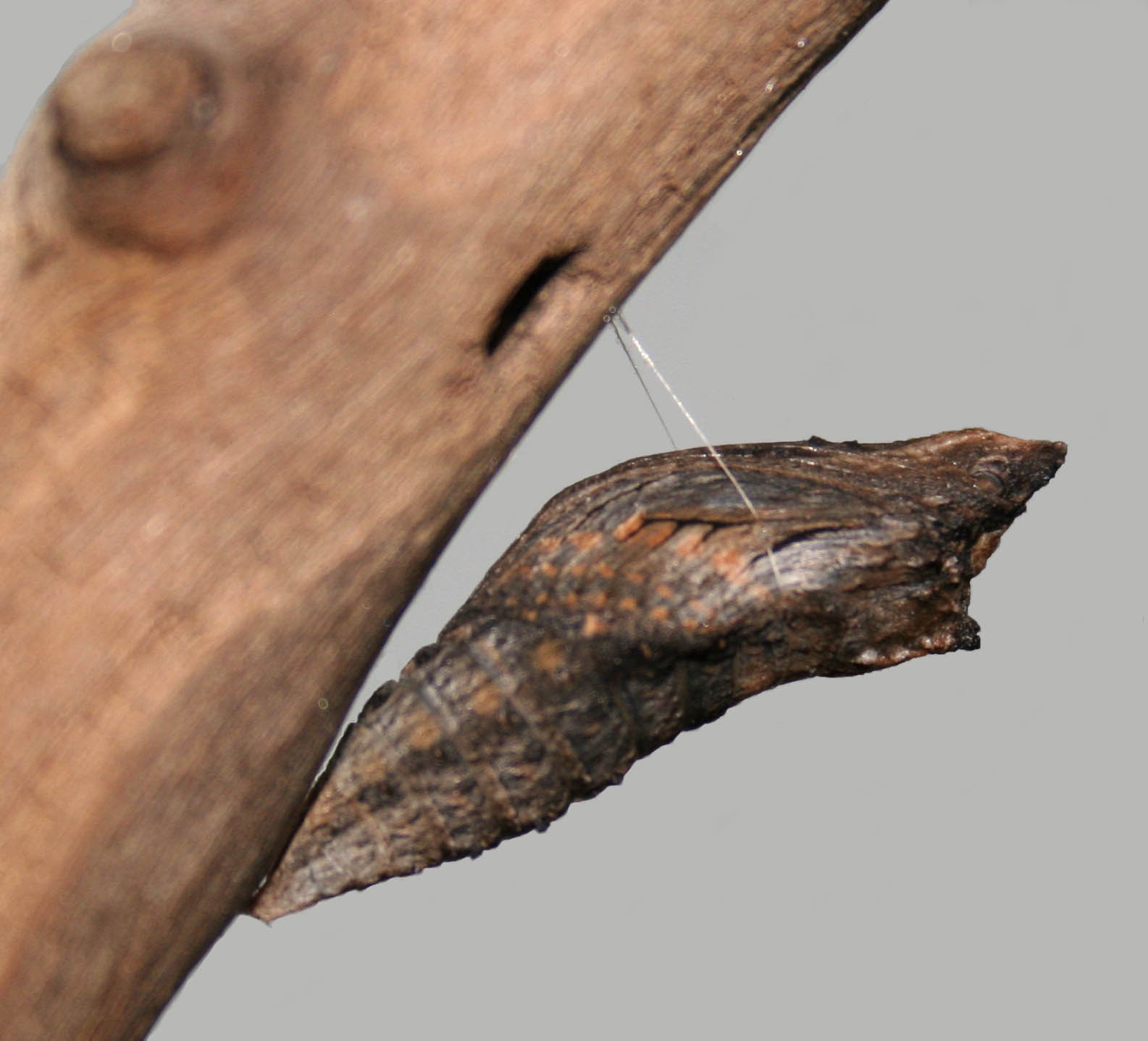
Pop